# Немецкое участие в грузино-абхазском конфликте
Немецкое участие в грузино-абхазском конфликте начинается в 1870-х годах, когда российский император Александр II решил поселить немецких колонистов в Абхазии, чтобы «цивилизовать» вновь завоеванные кавказские народы. Германская империя ненадолго была вовлечена в военную интервенцию в данном регионе в 1918 году. В последнее время Германия участвует в дипломатических и миротворческих процессах по урегулированию спора между Республикой Абхазия и Грузией, стратегическим союзником Германии.

## Участие Германии в XIX и начале XX веков

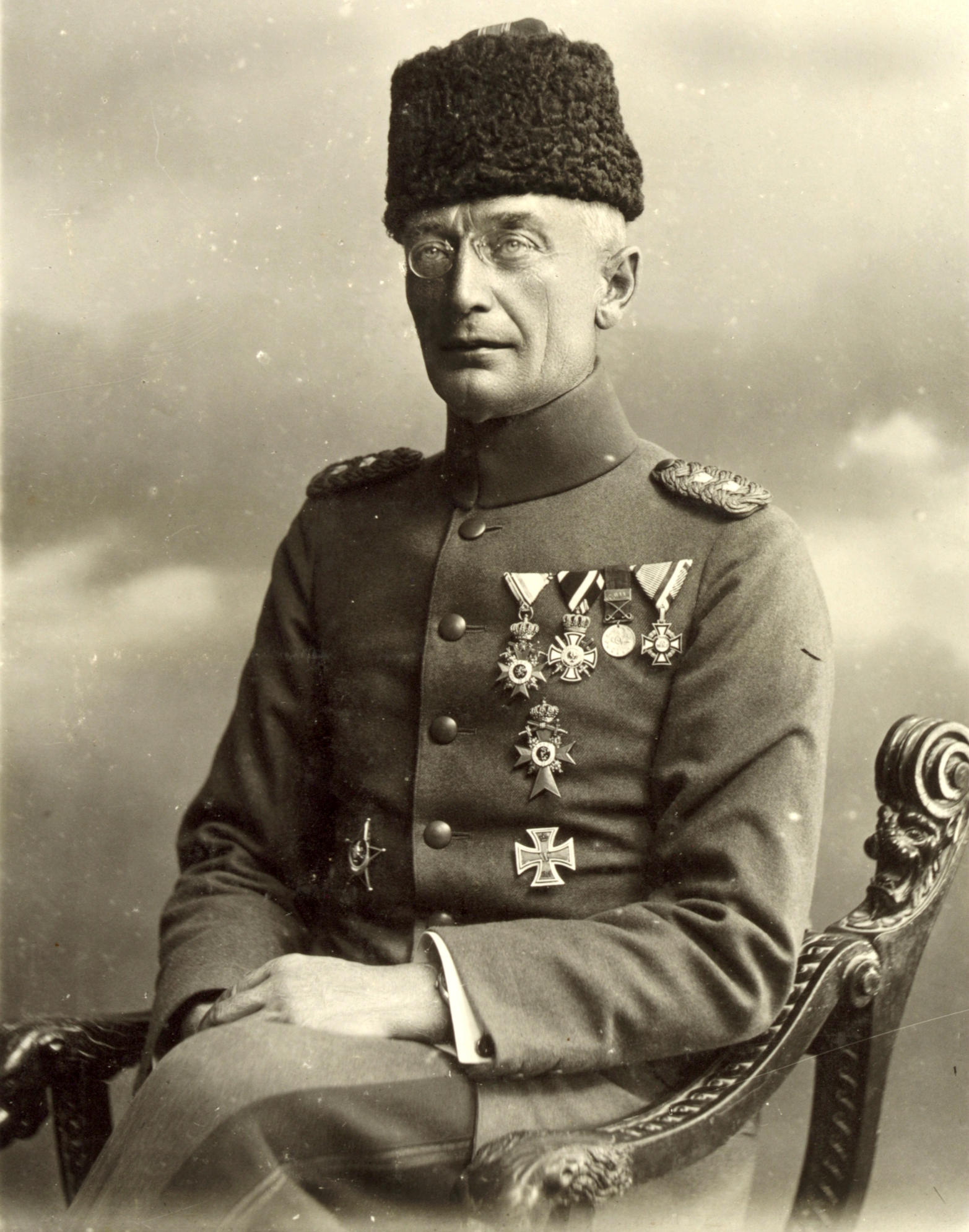
Фридрих Кресс фон Крессенштейн в 1916

В 1870-х годах российский император Александр II приказал основать в Абхазии немецкие деревни близ Сухума, надеясь, что они помогут цивилизовать присоединенные кавказские племена.
Во время Первой мировой войны в 1918 году, обеспокоенный безопасностью поставок нефти из бакинской области, германский генерал Фридрих Кресс фон Крессенштейн направил немецкую Кавказскую экспедицию для оказания военной поддержки Грузинской демократической республики в войне против большевиков в Абхазии Немецкий генерал Эрих Людендорф заявил, что превращение Грузии в протекторат Германии обеспечит доступ к ресурсам Кавказа независимо от Турции..
В 1942 году, когда немецкое наступление на юге России приблизилось к этому району, советское правительство приказало переселить абхазских немцев в Казахстан.

## Текущий интерес Германии
Грузия, вместе с Арменией и Азербайджаном, расположена на Южном Кавказе, к югу от России. Это может дать Европе прямой доступ к энергетическим ресурсам Каспийского бассейна по трубопроводу Nabucco. Германия заявила, что чувствует особую ответственность выступая в качестве брокера в данном регионе. Германия является координатором «группы друзей Грузии» при генеральном секретаре ООН и уделяет особое внимание проблемам отношений между Грузией и желающими отделиться Абхазией и Южной Осетией. Считается, что Германия является ключом к членству Грузии в НАТО, а тесные отношения Германии с Россией делают ее важным игроком в урегулировании грузино-абхазского конфликта.

## Группа друзей Грузии

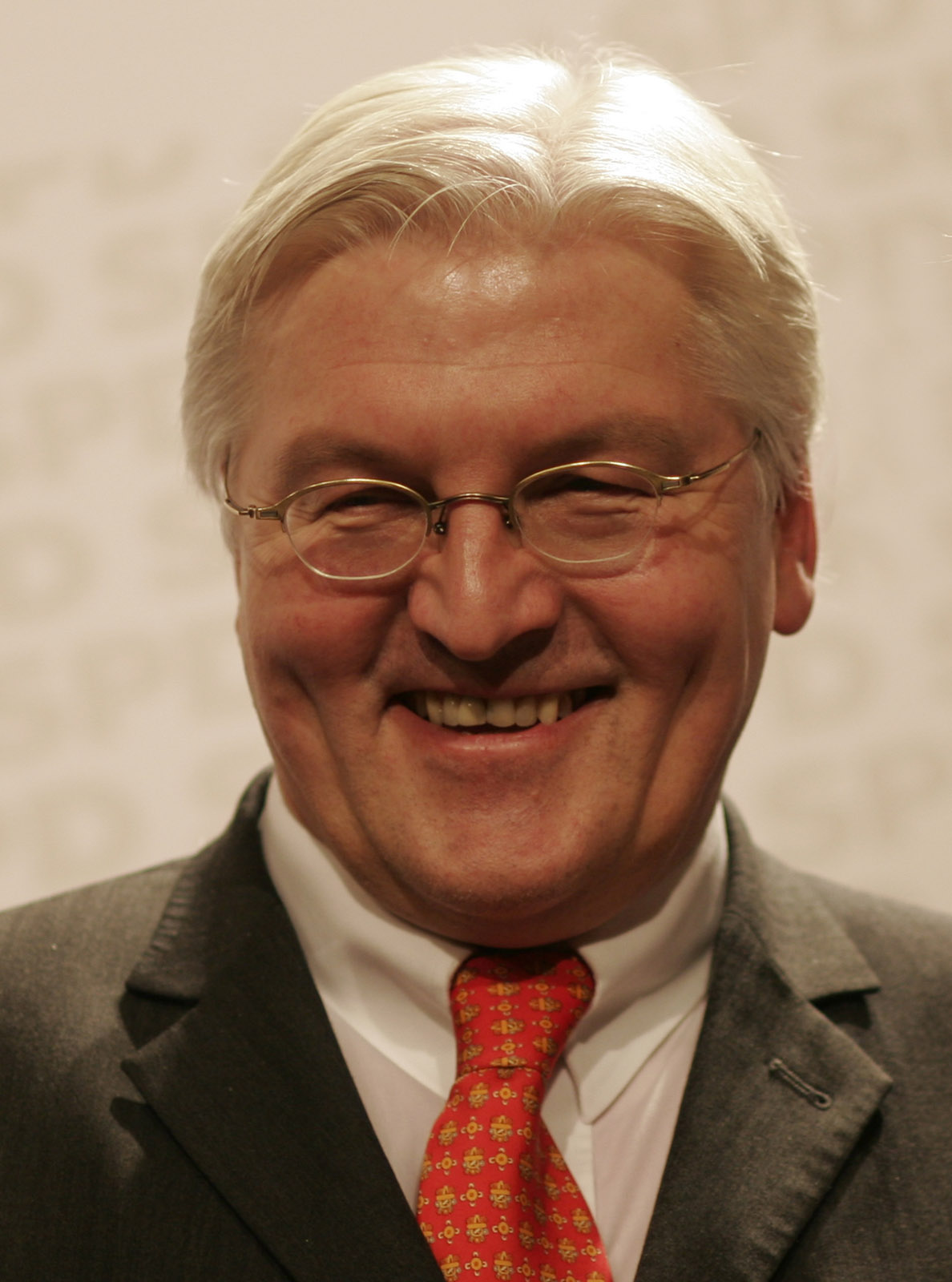
Франк-Вальтер Штайнмайер министр иностранных дел Германии в 2005—2009 и 2013—2017 годах

По окончании войны в Абхазии (1992—1993 гг.) для оказания помощи генеральному секретарю ООН в мирном разрешении конфликта была создана группа «друзья Грузии» с представителями Франции, Великобритании, США, Германии и России. В мае 1996 года послы пяти стран встретились в Сухуми с президентом Владиславом Ардзинбой для обсуждения вариантов урегулирования конфликта. В 1997 году они возобновили встречи с грузинской и абхазской сторонами в Женеве под эгидой Организации Объединенных Наций с участием представителей Российской Федерации и организации по безопасности и сотрудничеству в Европе (ОБСЕ).
В конце 2000 года группа подготовила проект документа, озаглавленного «Основные принципы распределения полномочий между Тбилиси и Сухуми», в котором Абхазия определяется как «суверенное образование», имеющее «особый статус» в составе Грузии.
В декабре 2004 года представители группы встретились в Женеве для рассмотрения состояния грузино-абхазского мирного процесса. Они подчеркнули, что миссия Организации Объединенных Наций по наблюдению в Грузии (МООННГ) должна и впредь быть в состоянии беспрепятственно выполнять свой мандат.

## План мирного урегулирования
В июле 2008 года министр иностранных дел Германии Франк-Вальтер Штайнмайер распространил среди группы экспертов Организации Объединенных Наций по Абхазии план «Грузия/Абхазия: элементы мирного урегулирования конфликта».
В плане не упоминается территориальная целостность Грузии и признается продолжающееся российское присутствие в Абхазии. Лидеры противоборствующих сторон отреагировали положительно, хотя грузинская сторона настаивала на гарантиях территориальной целостности Грузии. В плане содержалась просьба к обеим сторонам избегать насилия и вести диалог при содействии группы друзей Грузии Генерального секретаря ООН (Франция, Германия, Великобритания, Россия и США). Он также охватывал вопрос возвращения перемещенных лиц, содействие торговле между Абхазией и Грузией, помощь в восстановлении и создание рабочей группы для разработки проекта политического статуса Абхазии.
После опубликования мирного плана Франк-Вальтер Штайнмайер совершил дипломатический визит в Тбилиси с целью сокращения напряженности в зоне конфликта, встречи с президентом Грузии и другими лидерами в Тбилиси, затем отправился в Абхазию, чтобы встретиться с абхазскими лидерами перед вылетом в Москву. Позднее в том же месяце посол Германии в Грузии Патрисия Флор сопровождала заместителя помощника госсекретаря США Мэтью Брайза во время визита в Сухуми для обсуждения немецкого мирного плана с фактическим абхазским руководством. Де-факто министр иностранных дел Абхазии Сергей Шамба отметил, что возможное участие в запланированной берлинской встрече необязательно означает возобновление абхазской стороной прямых переговоров с грузинской стороной. Постоянный представитель России при ООН Виталий Чуркин также заявил, что Москва выступила против встречи Группы друзей в Берлине.

## Активное участие

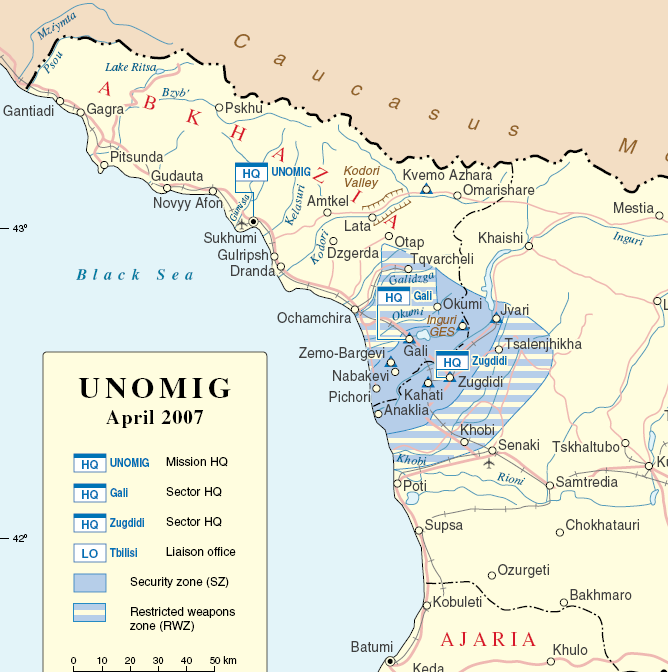
Карта зоны безопасности

Немецкие военные наблюдатели и парамедики несли службу в зоне грузино-абхазского конфликта в составе миссии Организации Объединенных Наций по наблюдению в Грузии (МООННГ).
Немецкое участие началось в 1993 году, когда врачи и парамедики из вооруженных сил Германии начали оказывать медицинскую помощь штабу МООННГ в Сухуми, а также в гальском и зугдидском секторах.
С 1993 по 2002 год главой МООННГ был Дитер Боден из Германии.
В качестве миссии наблюдателей МООННГ не играла эффективной роли в предотвращении войны в августе 2008 года.
Германия предоставила постоянное финансирование HALO Trust, который осуществляет операции по разминированию в Абхазии, и мероприятий по восстановлению и улучшению санитарных условий, здравоохранения и образования в данном регионе. Немецкие наблюдатели следили за проведением выборов в абхазский парламент в марте 2007 года.